# Oblot roślin
Oblot roślin – odwiedzanie kwiatów i innych roślin przez pszczołowate w celu pozyskania pyłku kwiatowego, nektaru, spadzi oraz substancji żywicznych, służących do wytwarzania kitu pszczelego. Nie należy mylić oblotu roślin z oblotem pszczół. Zagęszczenie owadów na kwiatach wyrażone w liczbie osobników pracujących na danej wierzchni (1 m², 10 m², 100 m²) opisuje intensywność oblotu roślin. Zagęszczenie owadów jest różne w różnych porach doby i zależy od okresu dostarczania przez daną roślinę pożytku nektarowego, pyłkowego lub spadziowego.